# ディルク・ブラウワー
ディルク・ブラウワー（英: Dirk Brouwer、1902年9月1日 - 1966年1月30日)は、オランダ生まれでアメリカ合衆国で働いた天文学者である。

## 経歴
ロッテルダムに生まれた。ライデン大学で博士号を得た。アメリカ合衆国に渡り、コネチカット州のイェール大学でアーネスト・ウィリアム・ブラウンとともに天体力学の分野で研究した。1941年から1966年までイェール大学天文台の所長を務めるとともに、天文学を扱う学術雑誌『アストロノミカルジャーナル』の編集長を務めた。
天体力学の専門家で、天体力学の教科書『Methods of Celestial Mechanics』の著者である。天体の軌道の計算方法を改良し、彗星や小惑星の軌道の計算を行った。電子計算機を天体計算に使用した、最初の一人である。ニューヘイブンで没した。
1972年に米国宇宙航行学会（AAS）によってディルク・ブラウワー賞が、1976年にアメリカ天文学会（AAS）によってブラウワー賞が設立されている。

## 受賞歴
- イギリス王立天文学会ゴールドメダル (1955年)
- ブルース・メダル (1966年)

## 命名
- 小惑星：(1746) ブラウワー[1]
- 月のクレータ：ブラウワー（ 数学者のLuitzen Egbertus Jan Brouwerとの功績を記念）
- ディルク・ブラウワー賞：アメリカ天文学会のDivision on Dynamical Astronomyの賞